# Srabi solo

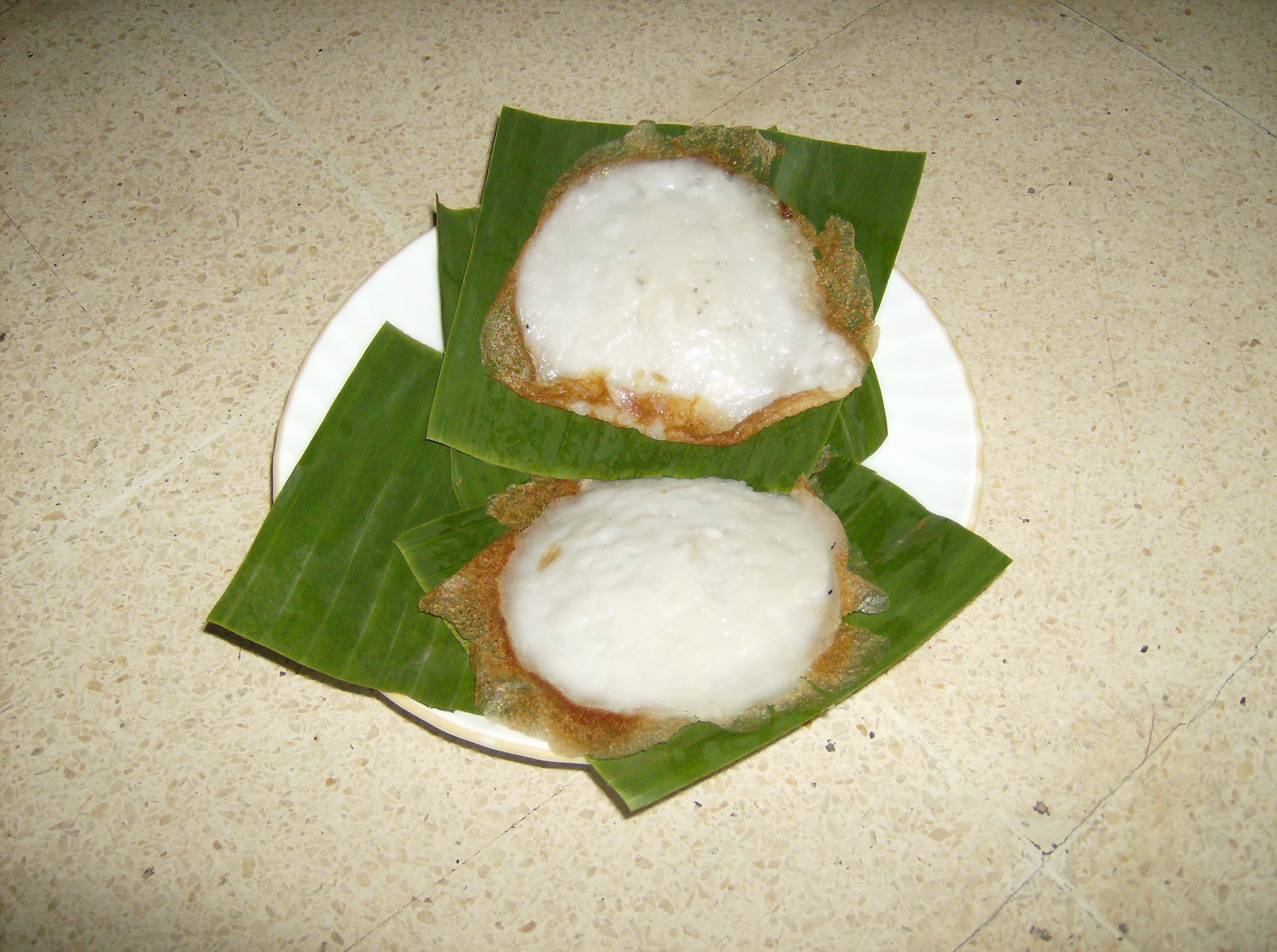
Srabi solo.

El srabi solo o serabi solo es un aperitivo típico de Surakarta (Java Central). Se hace con harina de arroz mezclada con leche de coco y frita sobre carbón, de forma parecida al pannekoek o pannenkoek. Es un aperitivo único, con un sabor salado. También es frecuente cubrirlo con trocitos de banana, yaca o incluso queso. Procede del famoso srabi de la zona de Notokusuman, que a menudo se abrevia como Notosuman.